# Azuma Takashi
Takashi Azuma (sinh ngày 21 tháng 11 năm 1979) là một cầu thủ bóng đá người Nhật Bản.

## Sự nghiệp câu lạc bộ
Takashi Azuma đã từng chơi cho Yokohama F. Marinos.